# Tansouka
Tansouka est une commune rurale située dans le département de Diabo de la province du Gourma dans la région de l'Est au Burkina Faso.

## Géographie
Tansouka est situé à 7 km au Nord-Ouest de Diabo, le chef-lieu du département, et à 4 km au Sud-Est de Koulpissi.

## Santé et éducation
Le centre de soins le plus proche de Tansouka est le centre de santé et de promotion sociale (CSPS) de Koulpissi.